# Keith Hamilton Cobb
Keith Hamilton Cobb est un acteur de télévision américain né le 28 janvier 1962 à Sleepy Hollow (New York). Surtout connu pour son rôle de Damon Porter dans le soap opera Les Feux de l'amour, il apparaît aussi dans un épisode du Prince de Bel-Air (saison 5 épisode 20) et, plus récemment, dans le rôle de Tyr Anasazi dans Andromeda.